# Championnat de Formule E FIA 2016-2017
Navigation
2015-2016 2017-2018
Le championnat de Formule E FIA 2016-2017 est la troisième saison du championnat de Formule E FIA disputé avec des voitures électriques de Formule E. Comportant douze courses réparties en dix manches, il débute le 9 octobre 2016 à Hong Kong pour se terminer le 30 juillet 2017 à Montréal.
Après avoir frôlé le titre lors des deux premières saisons du championnat, le brésilien Lucas di Grassi est sacré pour la première fois. Pour la troisième fois consécutive, le championnat des constructeurs est remporté par Renault e.Dams.

## Repères du début de saison

### Pilotes
Débuts en tant que pilote titulaire
- José María López chez DS Virgin Racing.
- Maro Engel chez Venturi Formula E Team.
- Felix Rosenqvist chez Mahindra Racing Formula E Team.
- Adam Carroll chez Jaguar Racing.
- Mitch Evans chez Jaguar Racing.
- Esteban Gutiérrez chez Techeetah à partir du ePrix de Mexico.
- Tom Dillmann chez Venturi Formula E Team à partir du ePrix de Paris.
- Alex Lynn chez DS Virgin Racing pour les deux ePrix de New York.
- Pierre Gasly chez Renault e.Dams pour les deux ePrix de New York.

Transferts
- Jean-Éric Vergne part de chez DS Virgin Racing pour rejoindre Techeetah.
- António Félix da Costa part de chez Team Aguri pour rejoindre MS Amlin Andretti.
- Stéphane Sarrazin part de chez Venturi Formula E Team pour rejoindre Techeetah à partir du ePrix de Berlin.

Départs
- Bruno Senna quitte la Formule E après deux saisons avec Mahindra.
- Simona de Silvestro quitte Amlin Andretti ainsi que la série.
- Mike Conway quitte Venturi Formula E Team ainsi que la série.

### Écuries
- Dragon Racing conclut un partenariat avec Faraday Future et devient « Faraday Future Dragon Racing », et stoppe son engagement avec Venturi qui lui fournissait son groupe motopropulseur, pour produire le sien (Penske Racing partenaire de Dragon Racing).
- Jaguar Racing fait son entrée dans le championnat, en coopération avec Williams Advanced Engineering.
- Techeetah est issu de l'ancien Team Aguri qui est racheté par Chinese Media Capital, et utilise un groupe motopropulseur Renault, identique à celui de Renault-e.dams.

### Changements de réglementation
- La puissance du groupe régénérateur autorisée est augmenté de 50 % par rapport à la saison précédente, soit 150 kW au lieu de 100 kW[1].
- Le meilleur tour en course ne rapporte plus qu’un seul point au lieu de deux précédemment[1].
- L’aileron avant a été redessiné pour offrir une meilleure résistance aux chocs et renforcer l'identité visuelle de la série[1].
- Michelin introduit une nouvelle composition de gomme plus tendre mais à la longévité identique à la gomme précédente[1].
- La première séance d’essais libres débute désormais à 8 h, heure locale, au lieu de 8 h 15 les saisons précédentes[1].
- Instauration d’une licence à points :

« Les Commissaires sportifs peuvent imposer des points de pénalité sur la e‐Licence du pilote concerné. Si un pilote cumule 12 points de pénalité, sa e‐Licence sera suspendue pour l’épreuve suivante, les 12 points seront ensuite effacés de sa e‐Licence.
Les points de pénalité resteront inscrits sur la e‐Licence d’un pilote pendant une période de douze mois,  après quoi ils seront respectivement effacés à la date anniversaire de leur inscription. »

## Écuries et pilotes
| Écuries                      | Constructeur           | Groupe motopropulseur  | no | Pilotes                | Manches    |
| ---------------------------- | ---------------------- | ---------------------- | -- | ---------------------- | ---------- |
| Renault e.Dams               | Spark - Renault        | Renault Z.E 16         | 9  | Sébastien Buemi        | 1–8, 11-12 |
| Renault e.Dams               | Spark - Renault        | Renault Z.E 16         | 9  | Pierre Gasly           | 9-10       |
| Renault e.Dams               | Spark - Renault        | Renault Z.E 16         | 8  | Nicolas Prost          | Toutes     |
| ABT Schaeffler Audi Sport    | Spark - Abt Sportsline | ABT Schaeffler FE02    | 11 | Lucas di Grassi        | Toutes     |
| ABT Schaeffler Audi Sport    | Spark - Abt Sportsline | ABT Schaeffler FE02    | 66 | Daniel Abt             | Toutes     |
| DS Virgin Racing             | Spark - DS automobiles | Virgin DSV-02          | 2  | Sam Bird               | Toutes     |
| DS Virgin Racing             | Spark - DS automobiles | Virgin DSV-02          | 37 | José María López       | 1–8, 11-12 |
| DS Virgin Racing             | Spark - DS automobiles | Virgin DSV-02          | 37 | Alex Lynn              | 9-10       |
| Faraday Future Dragon Racing | Spark - Penske         | Penske 701-EV          | 6  | Loïc Duval             | 1–5, 7-12  |
| Faraday Future Dragon Racing | Spark - Penske         | Penske 701-EV          | 6  | Mike Conway            | 6          |
| Faraday Future Dragon Racing | Spark - Penske         | Penske 701-EV          | 7  | Jérôme d'Ambrosio      | Toutes     |
| Mahindra Racing              | Spark - Mahindra       | Mahindra M3ELECTRO     | 19 | Felix Rosenqvist       | Toutes     |
| Mahindra Racing              | Spark - Mahindra       | Mahindra M3ELECTRO     | 23 | Nick Heidfeld          | Toutes     |
| Venturi Formula E            | Spark - Venturi        | Venturi VM200-FE-02    | 4  | Stéphane Sarrazin      | 1–6        |
| Venturi Formula E            | Spark - Venturi        | Venturi VM200-FE-02    | 4  | Tom Dillmann           | 7-12       |
| Venturi Formula E            | Spark - Venturi        | Venturi VM200-FE-02    | 5  | Maro Engel             | 1–5, 7-12  |
| Venturi Formula E            | Spark - Venturi        | Venturi VM200-FE-02    | 5  | Tom Dillmann           | 6          |
| MS Amlin Andretti            | Spark - Andretti       | ATEC-02                | 27 | Robin Frijns           | Toutes     |
| MS Amlin Andretti            | Spark - Andretti       | ATEC-02                | 28 | António Félix da Costa | Toutes     |
| Techeetah                    | Spark - Renault        | Renault Z.E 16         | 25 | Jean-Éric Vergne       | Toutes     |
| Techeetah                    | Spark - Renault        | Renault Z.E 16         | 33 | Ma Qing Hua            | 1–3        |
| Techeetah                    | Spark - Renault        | Renault Z.E 16         | 33 | Esteban Gutiérrez      | 4-6        |
| Techeetah                    | Spark - Renault        | Renault Z.E 16         | 33 | Stéphane Sarrazin      | 7-12       |
| NextEV NIO                   | Spark - NEXTEV         | NEXTEV TCR Formula 002 | 3  | Nelson Piquet Jr.      | Toutes     |
| NextEV NIO                   | Spark - NEXTEV         | NEXTEV TCR Formula 002 | 88 | Oliver Turvey          | Toutes     |
| Panasonic Jaguar Racing      | Spark - Jaguar         | Jaguar I-Type 1        | 20 | Mitch Evans            | Toutes     |
| Panasonic Jaguar Racing      | Spark - Jaguar         | Jaguar I-Type 1        | 47 | Adam Carroll           | Toutes     |

## Calendrier de la saison 2016-2017
| n° | Manche                | Circuit                         | Pays       | Date             |
| -- | --------------------- | ------------------------------- | ---------- | ---------------- |
| 1  | ePrix de Hong Kong    | Circuit de Central Harbourfront | Hong Kong  | 9 octobre 2016   |
| 2  | ePrix de Marrakech    | Circuit Moulay El Hassan        | Maroc      | 12 novembre 2016 |
| 3  | ePrix de Buenos Aires | Circuit urbain de Puerto Madero | Argentine  | 18 février 2017  |
| 4  | ePrix de Mexico       | Autódromo Hermanos Rodríguez    | Mexique    | 1er avril 2017   |
| 5  | ePrix de Monaco       | Circuit de Monaco               | Monaco     | 13 mai 2017      |
| 6  | ePrix de Paris        | Circuit des Invalides           | France     | 20 mai 2017      |
| 7  | ePrix de Berlin       | Circuit de Berlin-Tempelhof     | Allemagne  | 10 juin 2017     |
| 8  | ePrix de Berlin       | Circuit de Berlin-Tempelhof     | Allemagne  | 11 juin 2017     |
| 9  | ePrix de New York     | Circuit urbain de Brooklyn      | États-Unis | 15 juillet 2017  |
| 10 | ePrix de New York     | Circuit urbain de Brooklyn      | États-Unis | 16 juillet 2017  |
| 11 | ePrix de Montréal     | Circuit urbain de Montréal      | Canada     | 29 juillet 2017  |
| 12 | ePrix de Montréal     | Circuit urbain de Montréal      | Canada     | 30 juillet 2017  |

## Résultats
| no | Course       | Pole position     | Meilleur tour    | Pilote vainqueur | Écurie gagnante           | Pilote deuxième  | Pilote troisième  |
| -- | ------------ | ----------------- | ---------------- | ---------------- | ------------------------- | ---------------- | ----------------- |
| 1  | Hong Kong    | Nelson Piquet Jr. | Felix Rosenqvist | Sébastien Buemi  | Renault e.Dams            | Lucas di Grassi  | Nick Heidfeld     |
| 2  | Marrakech    | Felix Rosenqvist  | Loïc Duval       | Sébastien Buemi  | Renault e.Dams            | Sam Bird         | Felix Rosenqvist  |
| 3  | Buenos Aires | Lucas di Grassi   | Felix Rosenqvist | Sébastien Buemi  | Renault e.Dams            | Jean-Éric Vergne | Lucas di Grassi   |
| 4  | Mexico       | Oliver Turvey     | Sébastien Buemi  | Lucas di Grassi  | ABT Schaeffler Audi Sport | Jean-Éric Vergne | Sam Bird          |
| 5  | Monaco       | Sébastien Buemi   | Sam Bird         | Sébastien Buemi  | Renault e.Dams            | Lucas di Grassi  | Nick Heidfeld     |
| 6  | Paris        | Sébastien Buemi   | Sam Bird         | Sébastien Buemi  | Renault e.Dams            | José María López | Nick Heidfeld     |
| 7  | Berlin       | Lucas di Grassi   | Mitch Evans      | Felix Rosenqvist | Mahindra Racing           | Lucas di Grassi  | Nick Heidfeld     |
| 8  | Berlin       | Felix Rosenqvist  | Maro Engel       | Sébastien Buemi  | Renault e.Dams            | Felix Rosenqvist | Lucas di Grassi   |
| 9  | New York     | Alex Lynn         | Maro Engel       | Sam Bird         | DS Virgin Racing          | Jean-Éric Vergne | Stéphane Sarrazin |
| 10 | New York     | Sam Bird          | Daniel Abt       | Sam Bird         | DS Virgin Racing          | Felix Rosenqvist | Nick Heidfeld     |
| 11 | Montréal     | Lucas di Grassi   | Loïc Duval       | Lucas di Grassi  | ABT Schaeffler Audi Sport | Jean-Éric Vergne | Stéphane Sarrazin |
| 12 | Montréal     | Felix Rosenqvist  | Nicolas Prost    | Jean-Éric Vergne | Techeetah                 | Felix Rosenqvist | José María López  |

## Classement de la saison 2016-2017
Système de points
Les points de la course sont attribués aux dix premiers pilotes classés. La pole position rapporte trois points, et un point est attribué pour le meilleur tour en course (au lieu de deux lors des saisons précédentes). Ce système d'attribution des points est utilisé pour chaque course du championnat.
| Position | 1er | 2e | 3e | 4e | 5e | 6e | 7e | 8e | 9e | 10e | Pole | MT |
| Points   | 25  | 18 | 15 | 12 | 10 | 8  | 6  | 4  | 2  | 1   | 3    | 1  |

### Classement des écuries
| Pos. | Écurie                       | n° | HKG   | MAR  | BUE  | MEX  | MON  | PAR  | BER  | BER  | NYC  | NYC  | MTL  | MTL  | Points |
| ---- | ---------------------------- | -- | ----- | ---- | ---- | ---- | ---- | ---- | ---- | ---- | ---- | ---- | ---- | ---- | ------ |
| 1    | Renault e.Dams               | 8  | 4     | 4    | 4    | 5    | 9    | 5    | 5    | 8    | 8    | 6    | 6    | Abd. | 268    |
| 1    | Renault e.Dams               | 9  | 1     | 1    | 1    | 13   | 1    | 1    | DSQ  | 1    | 7    | 4    | DSQ  | 11   | 268    |
| 2    | ABT Schaeffler Audi Sport    | 11 | 2     | 5    | 3    | 1    | 2    | Abd. | 2    | 3    | 4    | 5    | 1    | 7    | 248    |
| 2    | ABT Schaeffler Audi Sport    | 66 | Abd.  | 6    | 7    | 7    | 7    | 13†  | 6    | 4    | 14†  | Abd. | 4    | 6    | 248    |
| 3    | Mahindra Racing              | 19 | 15    | 3    | 18   | 16†  | 6    | 4    | 1    | 2    | 15   | 2    | 9    | 2    | 215    |
| 3    | Mahindra Racing              | 23 | 3     | 9    | 15   | 12   | 3    | 3    | 3    | 10   | Abd. | 3    | Abd. | 5    | 215    |
| 4    | DS Virgin Racing             | 2  | 13    | 2    | Abd. | 3    | Abd. | 16   | 7    | 7    | 1    | 1    | 5    | 4    | 190    |
| 4    | DS Virgin Racing             | 37 | Abd.* | 10   | 10   | 6    | Abd. | 2    | 4    | 5    | Abd. | Abd. | Abd. | 3    | 190    |
| 5    | Techeetah                    | 25 | Abd.  | 8    | 2    | 2    | Abd. | Abd. | 8    | 6    | 2    | 8    | 2    | 1    | 156    |
| 5    | Techeetah                    | 33 | Abd.  | 15   | 16   | 10   | 8    | 12   | 11   | 14   | 3    | 12†  | 3    | 8    | 156    |
| 6    | NextEV NIO                   | 3  | 11    | 16   | 5    | 9    | 4    | 7    | 12   | 12   | 11   | 16†  | 13   | 16   | 59     |
| 6    | NextEV NIO                   | 88 | 8     | 7    | 9    | Abd. | 13†  | 11   | 10   | 9    | 6    | 14   | 15   | 17   | 59     |
| 7    | MS Amlin Andretti            | 27 | 6     | 11   | 14   | 11   | 12   | 6    | 17   | 18   | 9    | 9    | 8    | 13   | 34     |
| 7    | MS Amlin Andretti            | 28 | 5     | Abd. | 11   | Abd. | 11   | Abd. | 16   | 11   | 12   | 15   | 14   | 15   | 34     |
| 8    | Faraday Future Dragon Racing | 6  | 14    | 18   | 6    | Abd. | NC   | 14   | 15   | Abd. | 5    | 13†  | Abd. | 19†  | 33     |
| 8    | Faraday Future Dragon Racing | 7  | 7     | 13   | 8    | 14   | Abd. | Abd. | 13   | 13   | Abd. | 10   | 11   | 9    | 33     |
| 9    | Venturi Formula E            | 4  | 10    | 12   | 12   | 15   | 15†  | 10   | 18   | 15   | 13   | 7    | 10   | 10   | 30     |
| 9    | Venturi Formula E            | 5  | 9     | NC   | NC   | Abd. | 5    | 8    | 9    | NC   | NC   | Abd. | 12   | 18   | 30     |
| 10   | Panasonic Jaguar Racing      | 20 | Abd.  | 17   | 13   | 4    | 10   | 9    | Abd. | 17   | NC   | Abd. | 7    | 12   | 27     |
| 10   | Panasonic Jaguar Racing      | 47 | 12    | 14   | 17   | 8    | 14   | 15   | 14   | 16   | 10   | 11   | 16   | 14   | 27     |
| Pos. | Écurie                       | n° | HKG   | MAR  | BUE  | MEX  | MON  | PAR  | BER  | BER  | NYC  | NYC  | MTL  | MTL  | Points |